# 依布拉欣赛
丹斯里依布拉欣赛（1946年8月3日—2024年11月15日），马来西亚政治人物，曾于1990年至1995年担任槟城副首长。
2010年6月2日，他在国家皇宫接过了马来西亚驻菲律宾大使的任命书。一直到2012年7月卸任。
2024年11月15日，依布拉欣赛因呼吸系统并发症在雪兰莪白沙罗专科医院逝世，享年78岁。